# بينغت غوستافسون
بينغت غوستافسون (بالسويدية: Bengt Gustafsson)‏ هو ضابط سويدي، ولد في 2 ديسمبر 1933 في Hästveda ‏ في السويد، وتوفي في 15 مارس 2019.